# William Morrow Fechteler
William Morrow Fechteler, ameriški admiral, * 6. marec 1896, San Rafael, Kalifornija, † 4. julij 1967.
Njegov oče je bil kontraadmiral Augustus F. Fechteler.